# Free to Decide
«Free to Decide» —en españolː «Libre para decidir»— es el segundo sencillo del tercer álbum de estudio, To the Faithful Departed, del grupo irlandés The Cranberries, publicado el 25 de agosto de 1996.
El tema tuvo cierto éxito en la mayoría de los países europeos donde fue publicado, pero vio su mayor éxito en las listas de éxitos estadounidenses, alcanzando el puesto n.º 8 en dos listas Billboard.

## Vídeo musical
El vídeo comienza con Dolores O'Riordan (cantante de la banda) saliendo de su casa, donde comienza a ser fotografiada y acosada por periodistas y paparazzis; huye de ellos en un auto y llega a un desierto, donde aparece cantando y tocando la canción junto al resto de la banda. En algunas ocasiones la banda toca en lo que fue la escenografía utilizada en la portada del disco, y en otras aparecen tocando en fila separados por unas puertas amarillas. En algunas escenas O'Riordan aparece encerrada en una jaula vestida completamente de blanco. Al terminar el vídeo este comienza a retroceder en cámara rápida, volviendo otra vez hasta el inicio del vídeo.

## Lista de canciones
CD sencillo (Reino Unido)
1. «Free To Decide» - (4.25)
2. «Salvation» (Live At Milton Keynes Bowl) - (2:23)
3. «Bosnia» - (5:37)

CD sencillo (España)
1. «Free To Decide» - (4.25)
2. «Cordell» - (3:41)
3. «The Picture I View» - (2:29)

CD sencillo (Europa)
1. «Free To Decide» - (4:25)
2. «Salvation» (Live) - (2:22)
3. «Sunday» (Live) (3:13)
4. «Dreaming My Dreams» (Live) (4:34)

## Posicionamiento
| Listas (1996)                     | Posicionamiento |
| --------------------------------- | --------------- |
| Australia ARIA Singles Chart      | 43              |
| Francia SNEP Singles Chart        | 43              |
| Irlanda IRMA Singles Chart        | 28              |
| Nueva Zelanda RIANZ Singles Chart | 19              |
| UK Singles Chart                  | 33              |
| Suiza Singles Chart               | 40              |
| Alemania Singles Chart            | 94              |
| US Billboard Hot 100              | 22              |
| US Billboard Modern Rock Chart    | 8               |
| US Hot 100 Singles Chart          | 8               |